# 桜ノ雨
「桜ノ雨」（さくらノあめ）は、音声合成ソフト・初音ミク歌唱のVOCALOID楽曲。2008年2月23日、日本のボカロP・森晴義（halyosy）によって発表された。
同年11月26日には、森所属のユニット・absorbのメジャーデビューシングルとしても発売され、本楽曲を原案とした小説化（詳細節）、映画化（詳細節）といったメディア展開もしている。
本記事では、小説、映画も併せて紹介する。

## 楽曲
「桜ノ雨」は2008年2月にニコニコ動画で発表された。ニコニコ動画に投稿された動画では、ボーカルに音声合成ソフト「初音ミク」を使用している。森は、ニコニコ動画に投稿されていたsupercellのヒット曲「メルト」に衝撃を受け、自身で歌った同曲のカバーを投稿してニコニコ動画での活動を始めるとともに、「メルト」のボーカルに用いられていた初音ミクを歌わせたいと考えるようになったという。
初音ミクにはキャラクターが設定されており、その公式プロフィールで年齢が16歳となっていたことから、森は高校で学生生活を送る初音ミクの想像を広げ、ちょうど卒業シーズン間近だったことから、卒業をテーマとした曲を作ることになった。作曲は森が行い、作詞は森がabsorbメンバーだった中村博、笹原翔太と相談しながら書き、アレンジは森と中村が共同で行った。森自身は高校は中退しており、そのためこの曲には高校卒業への憧れや自身が経験したかった青春時代を投影した部分があると言う。あえてきれいな思い出ばかりを歌っているが、これは学生にはそうしたきれいな思い出を作ってほしい、大人にはそういった気持ちを思い出してほしいと考えたためだという。

## 桜ノ雨プロジェクト
「桜ノ雨」はネット上で大きな人気を集めるとともに、ファン有志により「桜ノ雨」関連の動画がニコニコ動画に多数投稿されるようになる。人気の広がりを受け、absorbの3人とインターネットで知り合った人々とで一緒に「桜ノ雨」を発展させて行こうという「桜ノ雨プロジェクト」が発足し、歌唱したデータを集めネット上で合唱を披露する企画等が始められた。absorbサイト内に作られた特設ページ「桜ノ雨学園」には、多くの学校の生徒や先生から卒業式で歌いたいとのオファーが集るようになる。こうした中で、2008年12月にabsorbは「桜ノ雨」のシングルでメジャーデビュー。2009年3月にはプロジェクト有志の発案から、埼玉スーパーアリーナ展示ホールにて「桜ノ雨プロジェクト」主催イベント「桜ノ雨学園卒業式」が行われた。2009年の卒業式は「桜ノ雨プロジェクト」最後の企画とされていたが、翌2010年にも横浜赤レンガ倉庫1号館3Fホールで「第2回桜ノ雨学園卒業式」が開かれている。第2回の卒業式では、従来の合唱にプラスしてブラスバンドアレンジを施した「桜ノ雨 -祝奏歌-」が、absorbメンバーと会場の300人による合唱、八千代松陰高等学校吹奏楽部の合奏によって披露された。「桜ノ雨 ―祝奏歌―」は2010年4月に発売されたミニアルバム『学園』に収録されている。
「桜ノ雨」は、元々は初音ミクをイメージして作られた曲であるが、森は「ライブで歌ったら、初音ミクに留まらずabsorbとして僕らのメッセージであり、またこの曲を聴いてくれる人達の全てのメッセージでもあると気づきました。この〈桜ノ雨〉がこの国でいつまでも歌い継がれていくことが僕らの夢です」 とコメントしている。2009年に音楽情報サイトBARKSで行われた「卒業式で卒業ソングを歌ってほしいアーティスト」のアンケートでは、absorbが10代20代、特に現役の高校生世代から大きな支持を集め、GACKT（該当曲：野に咲く花のように）、コブクロ（該当曲：桜など）に次ぐ3位にランクインした。2008年度（2009年）には全国119校の中学、高校の卒業式で合唱され、2009年度（2010年）も3月21日までに95校で合唱されたことが報じられている。

## シングル収録曲
（全作詞・作曲：森晴義）
1. 桜ノ雨 -standard edit-
2. 桜ノ雨
3. 桜ノ雨 -less vocal-
4. 桜ノ雨 -合唱ピアノ伴奏-
5. 桜ノ雨 absorb feat.初音ミク -standard edit-
6. 桜ノ雨 absorb feat.初音ミク
7. 桜ノ雨 absorb feat.初音ミク -less vocal-

### 収録作品・カバー
| 発売日         | タイトル                                                            | 規格品番                          | 収録曲                                                                  |
| -------------- | ------------------------------------------------------------------- | --------------------------------- | ----------------------------------------------------------------------- |
| 2009年05月20日 | absorb『we walk abreast』                                           | CRCP-40238                        | 桜ノ雨 -abreast ver.-                                                   |
| 2010年04月21日 | absorb『学園』                                                      | CRCP-40270                        | 桜ノ雨-祝奏歌-                                                          |
| 2011年01月12日 | 卒業SONG～ありがとう・桜ノ雨～                                      | KICS-1634                         | 桜ノ雨                                                                  |
| 2012年01月18日 | EXIT TUNES PRESENTS Vocalodream feat.初音ミク                       | QWCE-00215                        | 桜ノ雨                                                                  |
| 2012年03月21日 | しゃむおん『春色ポートレート』                                      | QWCE-00223                        | 桜ノ雨 ～Strings ver.～                                                 |
| 2012年08月01日 | 初音ミク 5thバースデー ベスト〜impacts〜                            | MHCL-2106                         | 桜ノ雨                                                                  |
| 2012年10月31日 | 卒業式に歌いたいコーラスソング                                      | COCX-37598                        | 桜ノ雨 (同声三部) / レガーロ東京                                        |
| 2013年03月13日 | ROOT FIVE『ROOT FIVE』                                              | AVCD-38710B AVCD-38711 AVCD-38712 | 桜ノ雨                                                                  |
| 2013年03月13日 | Bright Days『a song book』                                          | JINN-0006                         | 桜ノ雨                                                                  |
| 2013年03月20日 | ボカロバラード・セレクション                                        | OTN-1                             | 桜ノ雨                                                                  |
| 2013年04月03日 | 東京佼成ウインドオーケストラ『ニュー・サウンズ・イン・ブラス 2013』 | TOCF-56095                        | メドレー 千本桜 / 愛言葉 / 桜ノ雨 / みくみくにしてあげる♪【してやんよ】 |
| 2013年07月31日 | 中孝介『ベストカバーズ～もっと日本。～』                            | BVCL-519 BVCL-521                 | 桜ノ雨 / 中孝介 feat. 伊東歌詞太郎                                      |
| 2013年07月31日 | ROOT FIVE『√5 ROOT FIVE TOUR 2013』                                 | AVBD-92039                        | 桜ノ雨 <Encore>                                                         |
| 2014年02月26日 | 96猫『WHICH』                                                       | DGSA-10096                        | 桜ノ雨                                                                  |
| 2014年04月04日 | 石川綾子『VOCALO CLASSIC』                                          | TMRC-008                          | 桜ノ雨                                                                  |
| 2014年10月22日 | コーラスソング ～桜の季節～                                         | COCX-38778                        | 桜ノ雨【同声三部】 / 古橋富士夫/レガーロ東京                            |
| 2014年11月19日 | ～みんなで歌いたい!～感動の卒業合唱                                 | KICG-425KICG-425                  | 桜ノ雨 (三部合唱)                                                       |
| 2015年09月30日 | ROOT FIVE『the BEST of ROOT FIVE』                                  | AVCD-93251B AVCD-93254            | 桜ノ雨                                                                  |
| 2015年11月11日 | 卒業式の合唱                                                        | COCN-40011                        | 桜ノ雨 / レガーロ東京                                                   |
| 2015年12月16日 | 小林幸子『さちへんげ』                                              | SK-5884                           | 桜ノ雨                                                                  |
| 2016年3月5日   | 音浜高校合唱部 from AMG MUSIC『桜ノ雨』                             | (配信限定)                        | 桜ノ雨                                                                  |
| 2016年09月28日 | 秋葉原区立すいそうがく団!『あきすい!のボカロ!』                     | POCS-1491                         | 桜ノ雨                                                                  |
| 2016年10月05日 | にじいろハーモニー ～ポップ・ヒット・歌い継がれるうた～             | COCX-39708                        | 桜ノ雨 / レガーロ東京                                                   |
| 2016年11月02日 | 陸上自衛隊中央音楽隊『ニコニココレクション』                        | UICZ-4371                         | 桜ノ雨                                                                  |
| 2016年12月21日 | 小林幸子『SACHIKO THE BEST』                                        | KSPR-1008                         | 桜ノ雨 (ボーナストラック)                                               |
| 2017年2月22日  | Rouge『桜ノ雨 feat.LGYankees』                                      | (配信限定)                        | 桜ノ雨 feat.LGYankees                                                   |
| 2017年03月15日 | EXIT TUNES PRESENTS Vocalohistory feat.初音ミク                     | QWCE-00627                        | 桜ノ雨                                                                  |
| 2017年04月12日 | Kaoru Sakuma『出会いと別れのJ-POP PIANO BEST』                      |                                   | 桜ノ雨 (Instrumental)                                                   |
| 2017年05月10日 | H△G『声～VOCALOID Cover Album～』                                   | UICZ-4395                         | 桜ノ雨                                                                  |
| 2017年05月24日 | +α/あるふぁきゅん。『ALMATIC.』                                     | TKCA-74501 TKCA-74502             | 桜ノ雨                                                                  |
| 2018年03月07日 | 初音ミクシンフォニー Miku Symphony 2017 オーケストラ ライブ         | WPZL-31413 WPCL-12829 WPXL-90169  | 桜ノ雨 (アンコール)                                                     |
| 2018年04月04日 | EXIT TUNES PRESENTS Vocaloseasons feat.初音ミク Spring              | QWCE-00653                        | 桜ノ雨                                                                  |
| 2019年01月09日 | ビリーブ+ プラス 歌い継がれる卒業合唱 J-POP編                       | VICG-60877                        | 桜ノ雨 / 三好草平 & Colo Polena                                         |

## 演奏
桜ノ雨
- absorb：Sound Produce, Arrangement, Vocal and Guitar Recording
- 笹原翔太 (that)：Vocal
- 森晴義 (halyosy)：Vocal, Piano
- 中村博：Acoustic Guitar, Electric Guitar
- 西込加久見：Electric Bass, Instruments Recording, Mixing
- 國分教貴：Drums
- 加藤直子：1st Violin
- 田島華乃：2nd Violin
- 加藤朋子：Viola
- 田中愛：Cello
- 立山秋航：Strings Arrangement

桜ノ雨 ｰ初音ミクバージョンｰ
- 初音ミク：Vocal
- absorb：Sound Produce, Arrangement, Recording, Mixing
- 森晴義 (halyosy)：Piano
- 中村博：Acoustic Guitar, Electric Guitar, All Instruments Programming
- 西込加久見：Additional Mixing

## 小説
小説は、森の原作・原案を元に、2012年2月20日に藤田遼執筆による『桜ノ雨』、2013年3月15日に雨宮ひとみ執筆による続編の『桜ノ雨 僕らが巡り逢えた奇跡』、2013年8月28日にスピンオフ第1弾の『Fire◎Flower 十人十色に輝いた日々』、2014年3月24日に第3巻『桜ノ雨 僕らはここで逢おう』、2015年3月7日にスピンオフ第2弾の『Fire◎Flower 君を好きでいられて良かった』が発売された。
森は、16歳の高校生の初音ミクという、楽曲「桜ノ雨」を作った際の着想から、初音ミクをはじめとするVOCALOIDのキャラクター達の学生生活の想像を膨らませたという。作中にはVOCALOIDをモデルにしたキャラクター達が生徒、教師として登場する。『桜ノ雨』では音浜高校合唱部を舞台に、新入生の入部からその年度の卒業までの一年間が、春夏秋冬それぞれの季節で異なる主人公を中心に描かれた。『桜ノ雨 僕らが巡り逢えた奇跡』では、前作同様春夏秋冬で構成されているが、すべて合唱部部長となった未来（ミク）の視点で描かれている。『Fire◎Flower 十人十色に輝いた日々』では春と冬を除き、全て蓮（レン）の視点で描かれている。『桜ノ雨 僕らはここで逢おう』では前作と同じく、全ての季節で音楽教師となった未来の視点で描かれている。『Fire◎Flower 君を好きでいられて良かった』では全ての季節で蓮の視点で描かれた。本作内での楽曲「桜ノ雨」は合唱部部長のハルが作詞作曲した卒業歌という設定で、続編の『桜ノ雨 僕らが巡り逢えた奇跡』ではインターネットの動画サイトで「桜ノ雨」が人気となっている様子も描かれている。

### 登場人物

#### 1年生→2年生→3年生→卒業
鈴（リン）
モデル：鏡音リン
『桜ノ雨』では音浜高校入学から合唱部への入部、音楽祭までを描いた「春」の主人公。3年では副部長となる。
蓮（レン）
モデル：鏡音レン
鈴とは幼馴染かつ恋人同士。3年では部長となる。『桜ノ雨』では合唱部の夏合宿のエピソードを描いた「夏」の主人公。番外編の『Fire◎Flower 十人十色に輝いた日々』では子供時代のプロローグ、「夏」、「秋」、エピローグの主人公。卒業後は海外でボランティア活動に身を投じる。『Fire◎Flower 君を好きでいられて良かった』では音浜町にボロボロになって帰国する。
めぐ
モデル：Megpoid
鈴のクラスメートで、ともに合唱部に入部する。
輝（コウ）
モデル：氷山キヨテル
合唱部内では蓮とよくつるんでいる。本作2巻目では、変声によりテノールからバス（バリトン）に移動。

#### 2年生→3年生→卒業
未来（ミク）
モデル：初音ミク
『桜ノ雨』ではソプラノのパートリーダーで、合唱コンクールまでのエピソードを描いた「秋」と卒業式を描いたエピローグの主人公。ハル先輩に貰った第二ボタンをお守りにしている。本作2巻目の「冬」で、ハル先輩と両思いなことが判明する。『桜ノ雨 僕らが巡り逢えた奇跡』では合唱部の部長として部を率いる。番外編『Fire◎Flower 十人十色に輝いた日々』では「冬」の主人公。『桜ノ雨 僕らはここで逢おう』では音浜高校の音楽教師に着任する。
玲央（レオ）
モデル：LEON
合唱部内一の体育会系。『桜ノ雨』でテノールのパートリーダー。『桜ノ雨 僕らが巡り逢えた奇跡』では美大受験のため合唱部をやめる。
友梨（ユリ）
モデル：Lily
アルトのパートリーダー。未来の友人。
岳（ガク）
モデル：がくっぽいど
バスのパートリーダー。
ユキ
モデル：歌愛ユキ
未来、友梨の友人。

#### 3年生→卒業
瑠華（ルカ）
モデル：巡音ルカ
合唱部の副部長を務める。『桜ノ雨』では「冬」の主人公。卒業後は社会人のゴスペルサークルで活動する。
ハル
合唱部部長を務める。卒業後は音楽を学ぶためドイツへ留学する。本作内では「桜ノ雨」はハルが作った歌と設定されている。本作2巻目の「冬」では、未来と両思いなことが判明する。
「桜ノ雨」作者の森晴義と似た名前であるが、森は自身と全く逆の、こうなりたいという理想のキャラクターになっていると評している。

#### 『桜ノ雨 僕らが巡り逢えた奇跡』の1年生
勇馬（ロロ）
モデル：66（ロロ）
引きこもり気味の男子生徒。ロロというハンドルネームで動画サイトに自らの歌を収録した動画を投稿している。「桜ノ雨」に惹かれたことから合唱部へ入部しようとする。番外編の『Fire◎Flower 十人十色に輝いた日々』では「春」の主人公。
『桜ノ雨 僕らはここで逢おう』では、かつての自分と似た境遇の響を「みんな努力や苦労をして、自分の夢や未来を掴んでいる」と叱咤する。
羽玖（ハク）
モデル：弱音ハク
物事に関して反射で謝るほど弱気な性格の女生徒。弱気な自分を変えるため合唱部に入部する。
祢留（ネル）
モデル：亞北ネル
張りのある声が特徴の女生徒。応援団への入部を考えていたが、締切日を間違えて入部できなかった。そのため、声を出す部ということで合唱部へ入部する。

#### 『桜ノ雨 僕らはここで逢おう』の登場人物
理真（リマ）
モデル：Prima
音浜高校の2年生である女生徒。合唱部部長。活動休止中の合唱部を再建させるために努力しているが、幽霊部員のこともあり悩んでいる。
実は高校に入学してから響に好意を寄せており、彼に希望曲を聞きに行った際に冷たく返されたときはひどく落ち込んだ。
ハルを中心として行われたレコーディング終了後、響に自分の思いをきちんと伝えられなかったものの、声に出すことができた。
響（キョウ)
モデル：ZOLA PROJECT KYO
音浜高校の2年生である男生徒。ウィル曰く生真面目であり、不器用ではあるが根は優しい。
合唱部の幽霊部員だが、これは両親の命日のため来られないのに練習だけ来ても仕方がないとのことである。
家庭事情もあるが故に現実と向き合わずに周囲の人間を傷つけたが、未来の叱咤と理真・由有の献身により少し丸くなった模様である。
由有（ユウ）
モデル：ZOLA PROJECT YUU
音浜高校の2年生である男生徒。理真同様合唱部に所属している。
響とは幼馴染みであり、彼を心配していたが何度も突き放された。このことで「変わるしかなかった」と言い、響と和解した。
純子（ずん子）
モデル：東北ずん子
東北地方から越してきた、音浜高校の1年生である女生徒。
ウィル
モデル：ZOLA PROJECT WIL
響がアルバイトしている、繁華街にあるライブハウスの店長。

#### その他
芽依子（メイコ）先生
モデル：MEIKO
合唱部の顧問として部員を厳しく指導する。『桜ノ雨 僕らが巡り逢えた奇跡』では前職の関係で海外赴任中。英語教師。
海斗（カイト）先生
モデル：KAITO
『桜ノ雨』では合唱部の副顧問だったが、芽依子の海外赴任に伴い顧問となる。調理部の顧問を掛け持ちしており、アイスばかり作っているらしい。
存在感が薄い。
彩葉（イロハ）
モデル：猫村いろは
瑠華、ハルの友人。元合唱部部員。
美喜(ミキ)
モデル:  SF-A2 開発コード miki
軽音楽部。文化祭で合唱部と協力。桜ノ雨の曲が気に入っている。

## 単行本
1巻と2巻の電子書籍は限定書き下ろしのある特別版である。
1. 『桜ノ雨』（2012年2月20日、PHP研究所）ISBN 978-4-569-80255-8
  - イラストは優、吉田ドンドリアン、かる、ばたこ。
  - 文庫版は装丁が変更され、タイトルも『桜ノ雨 僕らはひとりじゃない』とサブタイトルが加えられている。
  - 文庫版（2015年9月4日、VG文庫<PHP研究所>）ISBN 978-4-569-76436-8
2. 『桜ノ雨 僕らが巡り逢えた奇跡』（2013年3月15日、PHP研究所）ISBN 978-4569810218
  - イラストはiXima、たま、BUZZ、吉田ドンドリアン、竜宮ツカサ、水あさと。
  - 文庫版は装丁が変更されている。文庫版（2015年10月8日、VG文庫<PHP研究所>）ISBN 978-4-569-76463-4
3. 『Fire◎Flower 十人十色に輝いた日々』　(2013年8月28日、PHP研究所）ISBN 978-4-569-81312-7
  - イラストはiXima、水溜鳥、吉田ドンドリアン、竜宮ツカサ、shimano、水口十。
4. 『桜ノ雨 僕らはここで逢おう』（2014年3月24日、PHP研究所）ISBN 978-4-569-81794-1
  - イラストはiXima、吉田ドンドリアン、BUZZ、水溜鳥、竜宮ツカサ、shimano、水口十。
5. 『Fire◎Flower 君を好きでいられて良かった』　(2015年3月7日、PHP研究所）ISBN 978-4-569-82379-9
  - イラストはiXima、吉田ドンドリアン、pomodorosa、shimano、Rella、水口十。

## 実写映画
2016年3月5日にシネマート新宿・イオンシネマで公開。山本舞香 の映画初主演作である。2015年10月の第28回東京国際映画祭・パノラマ部門で、劇場公開前に上映された。メインキャスト以外の生徒役は製作したアミューズメントメディア総合学院の在籍生が演じており、産学連携を謳ったタイアップCMも製作している。
静岡県沼津市の海岸沿いにある音浜高校を舞台に、ハルに一目惚れして合唱部に入部した未来たちの春夏秋冬を描いている。小説版を基に制作されたが、内容は名前のみ借用したオリジナルストーリーの青春映画となっている。
2016年2月22日および2016年3月19日からニコニコ動画で公式有料動画配信(1500円)が期間限定で実施。2016年9月9日にKADOKAWA(角川映画)からDVDビデオが発売された。

### 実写映画あらすじ
遠野未来（とおのみく）は自分は内気で何のとりえもないと思っている。高校に入学し、桜が満開の頃、桜音ハル（さくらねはる）の弾くピアノを耳にし、この曲が自分を変えてくれるような予感がして音楽室の扉をたたいた。ハルは合唱部の部長で合唱部への入部を勧めるが、未来は自分は音痴だと思っていたため躊躇し、それを見たハルは勧めたことを忘れるようにいうが、未来は入部することにする。ハルは合唱は人を楽しませるもので、そのためには自分がまず楽しまなければならないと考えていたため、勧誘を強く勧めることはしなかったのだった。
それから1年。未来は合唱部で何も変われないままでいた。そしてまた桜の咲く季節が廻ってきて新入部員がやってきた。佐山鈴（さやまりん）と鈴の金魚のフン北村蓮（きたむられん）だ。2人の自己紹介の場で、顧問の高田芽衣子（たかだめいこ）が、実家の都合で地元の高校に異動するため、3年生と一緒に合唱部を引退すると発表する。高田は、3年生のハルと自分のために、最後にコンクールで金賞を取らせたいと考え、副部長の美月瑠華（みつきるか）と一計を案じる。作戦は成功し、合唱部の生徒が歌いたいと考えていた桜ノ雨をやめ、金賞を狙うため難易度の高い情熱の道標という曲にチャレンジする。
しかし練習を始めてみたものの、曲が難しいだけでなく、生徒の気持ちがまとまらず、なかなかレベルがあがらない。そんな中、鹿島友梨（かしまゆり）は、自分はハルが好きだと手紙で伝えたいと未来に相談するが、未来とハルが2人で屋上で話しているのを聞いてしまう。そしてまた蓮が練習のきつさに退部してしまう。この状況を変えるため、瑠華は部員全員で花火大会を見ることを提案する。未来はこの花火大会の集まりに退部した蓮を呼ぼうと考える。

### 実写映画キャスト
- 遠野未来 - 山本舞香[10]
- 桜音ハル - 浅香航大[10]
- 北村蓮 - 広田亮平[10]
- 美月瑠華 - 久松郁実[10]
- 鹿島友梨 - 三浦透子
- 佐山鈴 - 井上由貴
- 中村大樹
- きそひろこ
- 高田芽衣子 - 田畑智子
- 遠野みどり - 奥貫薫

### 実写映画スタッフ
- 楽曲制作・原作・原案 - halyosy
- 監督 - ウエダアツシ
- 脚本 - 小林弘利
- 製作総指揮 - 吉田尚剛
- プロデューサー - 菊池剛、阿部祥紀、松村傑、海老沼泰弘、岩淵規
- CGプロデューサー - 鈴木伸広
- VFXスーパーバイザー - 前川英章
- 音楽プロデューサー - 和田亨
- 音楽監修 - 林祐介
- 撮影 - 早坂伸
- 照明 - 藤田貴路
- 録音 - 渡辺丈彦
- 美術・装飾 - 中谷暢宏
- 編集 - ウエダアツシ、浜辺啓太郎
- スタイリスト - 岡本佳子
- ヘアメイク - 堀口有紀
- 合唱指導 - 相澤圭介
- ピアノ指導 - 酒井真美
- 制作プロダクション - デジタル・フロンティア
- 制作協力 - メディアンド
- 企画・配給 - AMGエンタテインメント

### 実写映画関連商品
- DVDビデオ - 2016年9月9日発売。